# プリキュア ボーカルベストBOX 2013-2017
『プリキュア ボーカルベストBOX 2013-2017』は、東堂いづみ原作、東映アニメーション制作によるアニメシリーズ『プリキュアシリーズ』の各作品群における主題歌、イメージソングなどを収録したボックス・セット。2018年3月28日にマーベラスから発売された。

## 概要
2018年2月1日に『プリキュアシリーズ』15周年アニバーサリーイヤーが開始したことを記念し、2013年9月に発売された『プリキュア ボーカルベストBOX』の続編として企画された6枚組CD-BOX。前回のBOXでは主題歌のテレビサイズ版のみ収録だった第10作『ドキドキ!プリキュア』から、直近の前作である第14作『キラキラ☆プリキュアアラモード』までの主題歌・挿入歌・イメージソングを収録したCD各1枚ずつと、5作品の主題歌のテレビサイズ版と変身BGM、これまでサウンドトラック等に未収録だったBGMなどを収録したCD1枚の計6枚で構成されている。
特典として、歴代主題歌歌手の直筆メッセージやTVシリーズでの全歌のリスト、ジャケット写真入りのディスコグラフィーなどが記載された110ページの特製ブックレットが同梱されている。

## 収録曲
斜体表記はCD初収録の楽曲。

### DISC1：ドキドキ!プリキュア
1. Happy Go Lucky!ドキドキ!プリキュア
歌：黒沢ともよ
2. 〜SONGBIRD〜
歌：キュアソード/剣崎真琴（CV：宮本佳那子）
3. Heart style
歌：キュアハート（CV：生天目仁美）
4. Clear Eyes
歌：キュアダイヤモンド（CV：寿美菜子）
5. CLOVER〜オトメの祈り〜
歌：キュアロゼッタ（CV：渕上舞）
6. プリキュアDAYS☆
歌：吉田仁美
7. 夏の流星群
歌：相田マナ（CV：生天目仁美）&菱川六花（CV：寿美菜子）
8. この空の向こう
歌：吉田仁美
9. あたしが一番
歌：レジーナ（CV：渡辺久美子）
10. ジコチューやろう
歌：ジコチュー（CV：岩崎征実）
11. きゅぴらっぱ〜
歌：アイちゃん（CV：今井由香）
12. フォルテ〜Jump up Girls!〜
歌：黒沢ともよ
13. 愛の力
歌：キュアエース（CV：釘宮理恵）
14. こころをこめて
歌：キュアソード/剣崎真琴（CV：宮本佳那子）
15. ラブリンク
歌：吉田仁美

### DISC2：ハピネスチャージプリキュア!
1. ハピネスチャージプリキュア!WOW!
歌：仲谷明香
2. ドデカ・ラブ
歌：キュアラブリー（CV：中島愛）
3. プリンセス・ストーリー
歌：白雪ひめ（CV：潘めぐみ）
4. しあわせごはん愛のうた
歌：キュアハニー（CV：北川里奈）
5. Holy Lonely Justice
歌：キュアフォーチュン（CV：戸松遥）
6. カレイドスコープは知っている
歌：ブルー（CV：山本匠馬）
7. 幸せの合い言葉 〜Yes!ハピネスチャージ!〜
歌：ハピネスチャージプリキュア!
8. プリキュア・メモリ
歌：吉田仁美
9. ふたりでアロ〜ハ!
歌：キュアサンセット（CV：吉田仁美）&キュアウェーブ（CV：仲谷明香）
10. イミテーションWORLD
歌：クイーンミラージュ（CV：國府田マリ子）
11. Phantom Shadow 〜絶望という名のもとに〜
歌：ファントム（CV：野島裕史）
12. イノセントハーモニー
歌：キュアラブリー（CV：中島愛）、キュアプリンセス（CV：潘めぐみ）、キュアハニー（CV：北川里奈）、キュアフォーチュン（CV：戸松遥）
13. 友達という魔法
歌：愛乃めぐみ（CV：中島愛）、大森ゆうこ（CV：北川里奈）、相楽誠司（CV：金本涼輔）
14. 勇気が生まれる場所
歌：キュアラブリー（CV：中島愛）、キュアプリンセス（CV：潘めぐみ）、キュアハニー（CV：北川里奈）、キュアフォーチュン（CV：戸松遥）
15. パーティ ハズカム
歌：吉田仁美

### DISC3：Go!プリンセスプリキュア
1. Miracle Go!プリンセスプリキュア
歌：礒部花凜
2. Dreamin' Broomin'
歌：キュアフローラ（CV：嶋村侑）
3. Brave Ripple
歌：キュアマーメイド（CV：浅野真澄）
4. Showtime! Dress up!
歌：キュアトゥインクル（CV：山村響）
5. 赤のコンチェルト
歌：キュアスカーレット（CV：沢城みゆき）
6. Royal Fairy Courage
歌：パフ（CV：東山奈央）&アロマ（CV：古城門志帆）
7. つよく、やさしく、美しく。
歌：キュアフローラ（CV：嶋村侑）、キュアマーメイド（CV：浅野真澄）、キュアトゥインクル（CV：山村響）、キュアスカーレット（CV：沢城みゆき）
8. ドリーミング☆プリンセスプリキュア
歌：北川理恵
9. プリキュア音頭〜スマイルWink〜
歌：五條真由美
10. Perfect Black
歌：クローズ（CV：真殿光昭）、シャット（CV：日野聡）、ロック（CV：甲斐田ゆき）
11. ストリングス
歌：カナタ（CV：立花慎之介）&トワ（CV：沢城みゆき）
12. Joyful!プリキュアクリスマス
歌：春野はるか（CV：嶋村侑）、海藤みなみ（CV：浅野真澄）、天ノ川きらら（CV：山村響）、紅城トワ（CV：沢城みゆき）
13. レッスンスタート!!
歌：ミス・シャムール（CV：新谷真弓）&クロロ（CV：甲斐田ゆき）
14. プリンセスの条件
歌：キュアフローラ（CV：嶋村侑）、キュアマーメイド（CV：浅野真澄）、キュアトゥインクル（CV：山村響）、キュアスカーレット（CV：沢城みゆき）
15. 夢は未来への道〜キュアフローラVer.〜
歌：北川理恵

### DISC4：魔法つかいプリキュア!
1. Dokkin◇魔法つかいプリキュア！
歌：北川理恵
2. 夢までふたり乗り♪
歌：朝日奈みらい（CV：高橋李依）
3. 憧れは魔法にのせて
歌：リコ（CV：堀江由衣）
4. 言葉のエメラルド
歌：キュアフェリーチェ（CV：早見沙織）
5. ないしょ♡のゆめワルツ
歌：モフルン（CV：齋藤彩夏）
6. ドリーム☆アーチ
歌：キュアミラクル（CV：高橋李依）・キュアマジカル（CV：堀江由衣）・キュアフェリーチェ（CV：早見沙織）
7. CURE UP↑RA♡PA☆PA!〜ほほえみになる魔法〜
歌：キュアミラクル（CV：高橋李依）・キュアマジカル（CV：堀江由衣）
8. Dokkin◇魔法つかいプリキュア！Part2
歌：北川理恵
9. キミだけの魔法
歌：校長先生（CV：内田夕夜）
10. Beauty of truth
歌：バッティ（CV：遊佐浩二） 、スパルダ（CV：小林ゆう）、語り：ガメッツ（CV：中田譲治）
11. 手のひらのおくりもの
歌：朝日奈みらい（CV：高橋李依）・十六夜リコ（CV：堀江由衣）・花海ことは（CV：早見沙織）、コーラス：モフルン（CV：齋藤彩夏）
12. Precure Holy Night
歌：うちやえゆか
13. ふたつのねがい
歌：朝日奈みらい（CV：高橋李依）・モフルン（CV：齋藤彩夏）
14. キラリ☆100カラットの奇跡
歌：キュアミラクル（CV：高橋李依）、キュアマジカル（CV：堀江由衣）
15. 魔法アラ・ドーモ！
歌：キュアミラクル（CV：高橋李依）・キュアマジカル（CV：堀江由衣）・キュアフェリーチェ（CV：早見沙織）

### DISC5：キラキラ☆プリキュアアラモード
1. SHINE!! キラキラ☆プリキュアアラモード 〜ロング・イントロ・バージョン〜
歌：駒形友梨
2. ウサギフト
歌：宇佐美いちか（CV：美山加恋）
3. からめるでいず
歌：有栖川ひまり（CV：福原遥）
4. Soul Believer 〜ワイルド・アジュール・バージョン〜
歌：立神あおい（CV：村中知）
5. キラキラ☆スイート☆マドモアゼル
歌：駒形友梨
6. パープルテイルは知っている
歌：ゆかり猫（CV：藤田咲）
7. エクレール・オ・ショコラ
歌：剣城あきら（CV：森なな子）
8. レッツ・ラ・クッキン☆ショータイム
歌：宮本佳那子
9. Lu La La☆Lumière
歌：駒形友梨
10. IGNITION
歌：岬あやね（CV：Machico）
11. はらぺこ☆ハピデコ?ドーナツ
歌：宇佐美いちか（CV：美山加恋）&ペコリン（CV：かないみか）
12. We're KIRA Party!!
歌：宮本佳那子
13. YUMESORA∞
歌：キラ星シエル（CV：水瀬いのり）
14. レッツ・ラ・クッキン☆ショータイム 〜キラキラ☆パティスリー・バージョン〜
歌：キュアホイップ（CV：美山加恋）、キュアカスタード（CV：福原遥）、キュアジェラート（CV：村中知） キュアマカロン（CV：藤田咲）、キュアショコラ（CV：森なな子）、キュアパルフェ（CV：水瀬いのり）
15. シュビドゥビ☆スイーツタイム
歌：宮本佳那子

### DISC6：5世代TV主題歌コンプリートベスト
1. プリキュア・ラブリンク! 〜Short version〜
2. Happy Go Lucky!ドキドキ!プリキュア（TVサイズ）
3. ちょっと気取って
4. スポーツ対決
5. いざ参る
6. こみあげる怒り
7. 口を出さずにいられない
8. どう考えても無理だろう
9. 収拾がつかない大騒動
10. アイちゃんのテーマ 〜オルゴールversion〜
11. 恐怖の影
12. 鬼が出るか蛇が出るか
13. 心はゆれて
14. 果てなき追撃 〜Alternate version〜
15. やすらぎの風 〜Strings version〜
16. この空の向こう（TVサイズ）
17. ラブリンク（TVサイズ）
18. プリキュア!くるりんミラーチェンジ! - short ver. -
19. ハピネスチャージプリキュア!WOW!（TVサイズ）
20. 望郷のプリンセス 〜Alternate version〜
21. この胸の切なさを 〜Alternate version〜
22. 苦悩する魂 〜Alternate version〜
23. 誰かが想っている 〜Alternate version〜
24. 希望を信じて 〜Alternate version〜
25. プリキュア・メモリ（TVサイズ）
26. パーティ ハズカム（TVサイズ）
27. プリキュア・プリンセスエンゲージ!〜short version〜
28. Miracle Go!プリンセスプリキュア（TVサイズ）
29. ノーブル学園へようこそ 〜Short version〜
30. 闇の三銃士 〜Heavy version〜
31. ブラックプリンセス 〜Alternate version〜
32. カナタのメロディ 〜Pf&Strings version〜
33. 希望の炎キュアスカーレット 〜Violin Solo〜
34. マニフィック!プリンセスプリキュア! 〜Short version〜
35. ドリーミング☆プリンセスプリキュア（TVサイズ）
36. 夢は未来への道〜キュアフローラ〜（TVサイズ）
37. 夢は未来への道〜キュアマーメイド〜（TVサイズ）
38. 夢は未来への道〜キュアトゥインクル〜（TVサイズ）
39. 夢は未来への道〜キュアスカーレット〜（TVサイズ）
40. ミラクル・マジカル・ジュエリーレ!＜ダイヤ＞
41. Dokkin◇魔法つかいプリキュア！（TVサイズ）
42. CURE UP↑RA♡PA☆PA!〜ほほえみになる魔法〜（TVサイズ）
43. 鮮烈!キュアモフルン（オリジナル・カラオケ）
44. Dokkin◇魔法つかいプリキュア！Part2（TVサイズ）
45. 魔法アラ・ドーモ！（TVサイズ）
46. キュアラモード・デコレーション!
47. SHINE!! キラキラ☆プリキュアアラモード〜ロング・イントロ・バージョン〜（TVサイズ）
48. レッツ・ラ・クッキング! 〜No Chorus version〜
49. キラっとひらめいた! 〜No Chorus version〜
50. つくって!たべて!たたかって！ 〜No Chorus version〜
51. レッツ・ラ・クッキン☆ショータイム（TVサイズ）
52. シュビドゥビ☆スイーツタイム（TVサイズ）